# Pasikovci
Pasikovci su naselje u Republici Hrvatskoj u Požeško-slavonskoj županiji, u sastavu općine Brestovac.

## Zemljopis
Pasikovci su smješteni oko 10 km zapadno od Brestovca, na cesti Požega - Pakrac. Susjedna sela su Kujnik na sjeveru, Deževci na jugu i Sloboština na istoku.

## Stanovništvo
Prema popisu stanovništva iz 2011. godine Pasikovci su imali 22 stanovnika.
| broj stanovnika | 110   | 112   | 118   | 134   | 135   | 169   | 172   | 205   | 124   | 142   | 129   | 104   | 81    | 87    | 18    | 22    | 21    |
|                 | 1857. | 1869. | 1880. | 1890. | 1900. | 1910. | 1921. | 1931. | 1948. | 1953. | 1961. | 1971. | 1981. | 1991. | 2001. | 2011. | 2021. |